# 陳國是 (萬曆進士)
陳國是（？—？），字无非，號與同，浙江嘉兴府嘉善县人，明朝政治人物。

## 生平
万历三十一年（1603年）癸卯科浙江乡试举人，三十二年（1604年）甲辰科進士，刑部主事，改工部主事，管理節慎庫，三十七年为兵科给事中胡嘉栋參奏贪婪，三十九年京察被纠。四十年降长芦运判，四十三年升南刑部主事，四十四年升员外，升郎中，泰昌元年升宝庆知府，天启四年升广西副使，五年考察免官。